# Schreitharvester

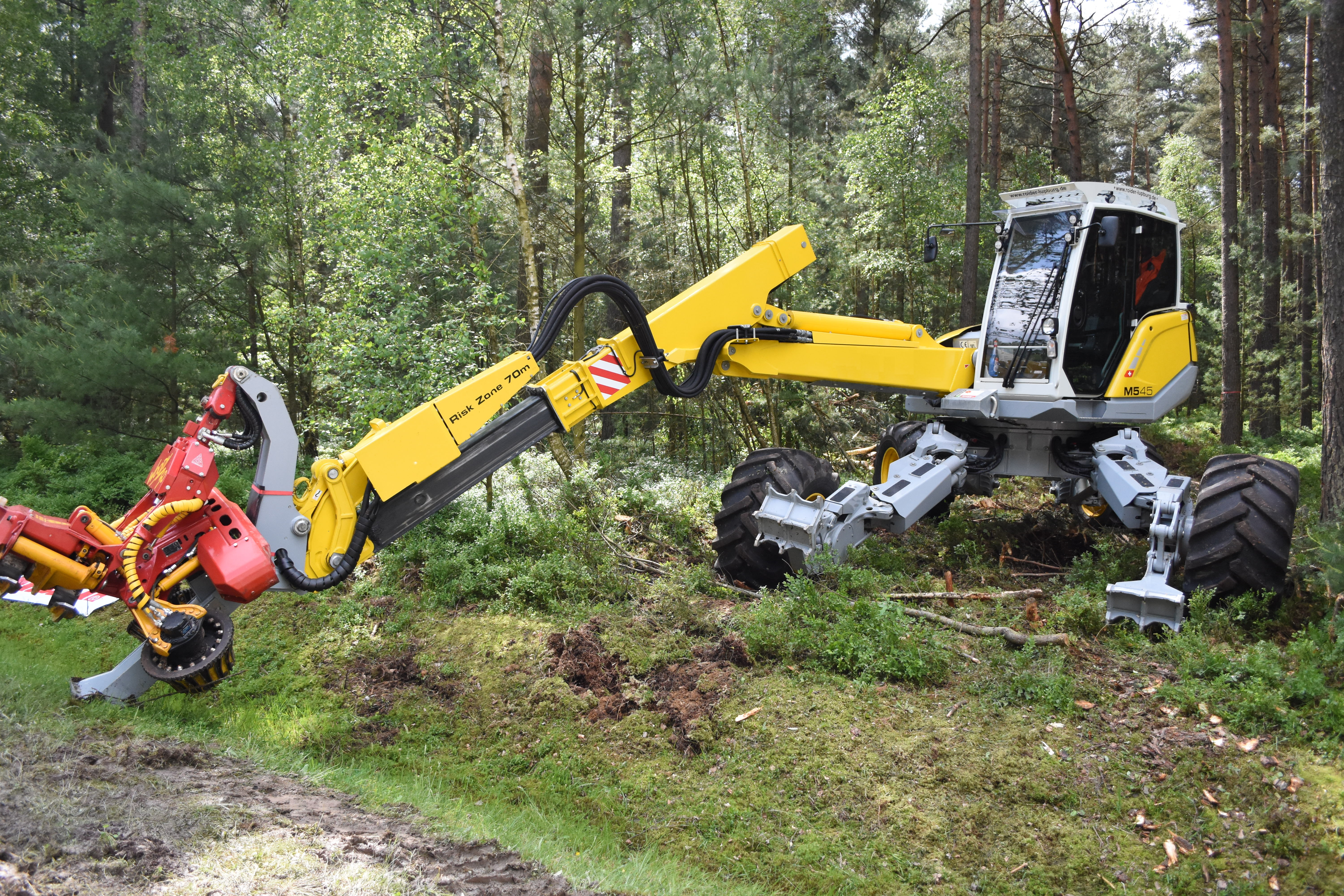
Schreitbagger mit Harvesteraggregat; die Räder lassen sich bei Bedarf demontieren und dann "schreitet" dieser Bagger – z. B. an extrem steilen Hängen, im Fluss etc.

Unter einem Schreitharvester versteht man eine besondere Art von Holzvollernter, der sich statt auf Rollen oder Ketten schreitend fortbewegt. Die Maschinen sind dazu mit speziellen Elementen ausgestattet, die es erlauben, den Harvester in schwierigem Gelände einzusetzen. Durch die geringe Standfläche, die der Harvester benötigt, ist die Holzernte besonders bodenschonend.

## Geschichte

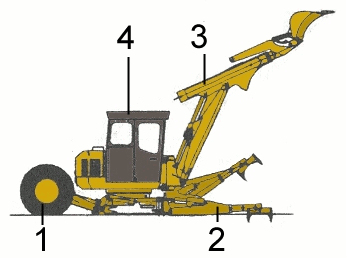
Hauptkomponenten eines Schreitbaggers / -harvesters:
1: Schreitbeine mit Bereifung
2: Schreitbeine mit Abstützfüßen
3: Ausleger mit Anbaugerät (Tieflöffel oder Harvesteraggregat)
4: Oberwagen mit Fahrerkabine

1990 wurde der erste (reine) Schreitharvester-Prototyp von der Firma Plustech Oy produziert. Das Modell bewegte sich auf sechs spinnenartigen Beinen, wobei das Bewegungsprinzip der Ameise nachempfunden wurde. Zwei weitere Modelle folgten, wobei das letzte 2011 an das Forstmuseum Lusto in Finnland gespendet wurde.
Mithilfe eines Portalharvesters, wie er 2009 an der Technischen Universität Dresden konstruiert wurde, lassen sich Gräben und stufiges Gelände überwinden, welche für übliche Forstmaschinen nicht überbrückbar wären. Die Harvesterkabine bewegt sich auf einer Schiene, die zwei Standbasen miteinander verbindet. Jede Standbasis kann separat angehoben und in verändertem Winkel zur anderen Standbasis wieder abgesetzt werden. Weitere Forschungsarbeiten beschäftigen sich mit der Simulation der Beine von Portalhaverstern auf dem Boden, um die Bodenpressung zu verbessern und den Schlupf zu verhindern, welcher den Boden schädigt. Weitere Optimierung solcher spezieller Schreitharvester können mit einem Extended Kalman Filter gemacht werden um weniger Sensoren bei der Maschine einzusetzen.

## Bedeutung
Der Aspekt der Bodenschonung ist bei der Waldbewirtschaftung gegenwärtig und zukünftig von Interesse. Bis heute ging jedoch keines der Schreitharvester-Konzepte in Serienproduktion. Als Grund kommt dafür die Fortbewegungsgeschwindigkeit der Maschinen in Frage. Im Vergleich zu üblichen Harvestern ist diese gering. Schreitharvester könnten auf derzeitigem Entwicklungsstand nicht im selben Ausmaß wirtschaftlich genutzt werden. Italienische, Schweizer sowie Liechtensteiner Hersteller bieten sogenannte Schreitbagger an, deren Räder und Füße sich per Hydraulikzylinder jedem Gelände anpassen lassen. Die Räder lassen sich bei Bedarf zudem einfach demontieren. In einigen Ländern wird dieser deshalb auch Spinnenbagger genannt. Händler rüsten diese Schreitbagger auf Wunsch mit einem Harvesteraggregat aus und bieten sie in der Forstwirtschaft an.